# Adorjánháza
Adorjánháza je vesnice v Maďarsku v župě Veszprém, spadající pod okres Devecser. Sdílí společně území s vesnicí Egeralja. Nachází se asi 23 km severozápadně od Devecseru. V roce 2015 zde žilo 362 obyvatel, z nichž jsou 98,6 % Maďaři, 6,8 % Romové, 1,1 % Ukrajinci, 0,8 % Rusíni a 0,3 % Němci.
Sousedními vesnicemi jsou Egeralja, Külsővat, Mersevát a Nemesszalók.

## Historie
První písemná zmínka pochází z roku 1476, kdy byla Adorjánháza zmiňována jako Adryanhaza. V roce 1696 již byla zmíněna jako Adorjánháza, pravděpodobně byla pojmenována po maďarském křestním jméně Adorján (česky Adrián). V roce 1949 se Adorjánháza spojila s Egeraljou a nová vesnice získala název Adorjánháza, v roce 1991 se však opět rozdělily na dvě samostatné vesnice.